# Katia Zini
Katia Zini (Sondalo, 23 giugno 1981) è un'ex pattinatrice di short track italiana.

## Biografia
Alta 1,64 metri per 57 chilogrammi, ha gareggiato per il Centro Sportivo Esercito. Ha esordito nella nazionale italiana di short track nel 1999. È cugina di Mara Zini, altra importante atleta valtellinese di short track e come lei si è formata nel palazzo del ghiaccio di Bormio.
Ai XX Giochi olimpici invernali di Torino 2006 ha conquistato la medaglia di bronzo nella staffetta 3.000 metri con Marta Capurso, Arianna Fontana, Mara Zini e Cecilia Maffei.
Nel 2010 ha rappresentato l'Italia ai Giochi olimpici di Vancouver. Ha gareggiato nella staffetta 3000 metri, con le compagne di nazionale Martina Valcepina, Arianna Fontana e Cecilia Maffei, dove è stata eliminata in semifinale.
Nell'estate del 2010 ha annunciato il ritiro dall'agonismo.

## Carriera

### Olimpiadi
- 2002 - Salt Lake City
  - 1.000 m: squal.
  - 1.500 m: 27º
  - Staffetta 3.000 m: 5º
- 2006 - Torino
  - Staffetta 3.000 m: 3º

### Campionati mondiali
- 2003 - Varsavia
  - 500 m: 11º
  - 1.000 m: 16º
  - 1.500 m: 17º
  - Overall: 14º
  - Staffetta 3.000 m: 4º
- 2004 - Göteborg
  - Staffetta 3.000 m: 3º
  - Overall: 5º
- 2005 - Pechino
  - 500 m: 25º
  - 1.000 m: 20º
  - 1.500 m: 10º
  - Overall: 17º

### Campionati europei
- 2003 - San Pietroburgo (Russia)
  - Staffetta 3.000 m: 1º
- 2004 - Zoetermeer (Paesi Bassi)
  - Staffetta 3.000 m: 2º
- 2006 - Krynica (Polonia)
  - Overall: 3º
  - Staffetta 3.000 m: 1º

### Coppa del mondo
- 2002/2003
  - Overall: 20º
- 2003/2004
  - Overall: 13º
- 2004/2005
  - Overall: 13º
- 2005/2006
  - Overall: 23º

## Palmarès

### Giochi olimpici invernali
- 1 medaglia:
  - 1 bronzo (3000 m staffetta a Torino 2006)

### Campionati mondiali di short track
- 2 medaglie:
  - 2 bronzi (staffetta a Göteborg 2004; staffetta a Minneapolis 2006)

### Campionati europei di short track
- 7 medaglie:
  - 3 ori (staffetta a San Pietroburgo 2003; staffetta, 3000 m a Krynica Zdrój 2006)
  - 2 argento (staffetta a Zoetermeer 2004; staffetta, 1500 m a Sheffield 2007)
  - 2 bronzi (generale a Krynica Zdrój 2006; generale, 3000 m a Sheffield 2007)